# Batman: Maska Batmana
Batman: Maska Batmana (ang. Batman: Mask of The Phantasm) – amerykański film animowany z 1993 roku, który jest kinową wersją serialu animowanego Batman z 1992 roku. 

## Opis fabuły
W Gotham City pojawiła się nowa mroczna postać. Bezimienna, zamaskowana w stroju zbliżonym do kostiumu Batmana i o podobnym sposobie działania. Ale w przeciwieństwie do niego, zabija gangsterów. Oprócz ofiar, nikt nie widział go z bliska. Przez to półświatek, policja i dziennikarze obwiniają o morderstwa Batmana. Joker zorientował się, że wszyscy zabici należeli do gangu, którego on sam był członkiem, zanim stał się Jokerem. Spodziewając się, że wkrótce i on będzie na celowniku rozpoczyna śledztwo.

## Obsada głosowa
- Kevin Conroy – Batman / Bruce Wayne
- Dana Delany – Chimera / Andrea Beaumont
- Stacy Keach Jr. –
  - Chimera (głos),
  - Carl Beaumont
- Hart Bochner – radny miasta Arthur Reeves
- Mark Hamill – Joker / Jack Napier
- Abe Vigoda – Salvatore „Świstak” Valestra
- Dick Miller – Charles „Chuckie” Sol
- John P. Ryan – Buzz Bronski
- Efrem Zimbalist Jr. – Alfred Pennyworth
- Bob Hastings – James Gordon
- Robert Costanzo – Harvey Bullock
- Arleen Sorkin – panna Bambi
- Marilu Henner – Veronica Vreeland